# マイケル・ジャクソン (バスケットボール)
マイケル・ジャクソン（Michael Jackson、1979年8月29日 - ）は、アメリカ合衆国アイオワ州出身のプロバスケットボール選手である。ポジションはセンターフォワード。201cm、100kg。
ミズーリ大学カンザスシティ校を卒業後、イングランドやイスラエルのチームを経て、2005年に仙台89ERS入団。プレイオフ進出に貢献しベスト5にも選ばれた。
2006年、東京アパッチに移籍。

## その他
- 誕生日は米国の同姓同名のスーパースターと同じである。